# Негенборн
Негенборн (нем. Negenborn) — община в Германии, в земле Нижняя Саксония.
Входит в состав района Хольцминден. Подчиняется управлению Беферн. Население составляет 691 человек (на 31 декабря 2010 года). Занимает площадь 9,87 км².
| Год  | Население |
| ---- | --------- |
| 1990 | 770       |
| 1995 | 779       |
| 2000 | 804       |
| 2005 | 762       |
| 2010 | 692       |